# HMS Venus (1895)
HMS Venus – brytyjski krążownik pancernopokładowy typu Eclipse, zbudowany dla Royal Navy pod koniec lat 90. XIX wieku. Od 1897 roku pełnił służbę w rejonach strategicznych dla ówczesnego imperium brytyjskiego: na Morzu Śródziemnym, Wyspach Brytyjskich, na Morzu Czerwonym, w Indiach i na Dalekim Wschodzie. Brał udział w I wojnie światowej. Do jego osiągnięć bojowych można zaliczyć zdobycie w październiku 1914 roku dwóch niemieckich statków handlowych. W 1919 roku okręt zakończył służbę, a w roku 1921 został sprzedany na złom.

## Projekt i budowa
HMS „Venus” był jednym z dziewięciu krążowników pancernopokładowych typu Eclipse, zbudowanych w latach 1893–1898, które były następcami krążowników typu Astraea. Miały większe rozmiary i wyporność (o ponad 1200 ts), wyższą wolną burtę, pojemniejsze zasobnie węglowe (a przez to większy zasięg), silniejsze uzbrojenie główne (o trzy działa kal. 152 mm więcej) i opancerzenie przy zachowaniu podobnej do poprzedników prędkości.
Stępkę krążownika położono w Fairfield Shipbuilding and Engineering Company w Govan 28 czerwca 1894 roku, a wodowanie odbyło się ponad rok później – 5 września 1895 roku. Nazwę HMS „Venus” otrzymał jako czwarty z kolei okręt w brytyjskiej marynarce wojennej, nawiązywała ona do rzymskiej bogini miłości Wenus. Do służby w Royal Navy okręt wszedł 9 listopada 1897 roku, klasyfikowany wówczas jako krążownik II klasy. Koszt budowy okrętu wyniósł 249 938 £.

## Dane taktyczno-techniczne

### Charakterystyka ogólna
„Venus” miała wyporność 5690 t (5600 długich ton) przy długości całkowitej 113,7 m (106,7 m między pionami), szerokości 16,3 m i zanurzeniu 6,25 m. Posiadał podwyższony pokład dziobowy, za którym znajdował się pomost bojowy; na śródokręciu nie miał ciągłej nadbudówki, jedynie w części rufowej znajdował się niewielki pomost nawigacyjny. Dziobnica miała formę taranową, lekko wysuniętą do przodu. Sylwetkę wyróżniały dwa wąskie, szeroko rozstawione i lekko pochylone do tyłu kominy oraz dwa także pochylone maszty palowe. Zasobnie węglowe umieszczono przy burtach, co stanowiło prowizoryczną osłonę przeciwtorpedową. Załoga okrętu składała się z 450 oficerów i marynarzy.

### Urządzenia napędowe
Okręt był napędzany dwoma trzycylindrowymi pionowymi maszynami parowymi potrójnego rozprężania, z których każda poruszała jedną śrubę napędową. Parę dostarczało 8 opalanych węglem cylindrycznych kotłów. Maszyny osiągały moc łączną 8000 KM, co pozwalało na osiągnięcie prędkości maksymalnej 18,5 węzła (na próbach przy przeciążeniu maszyn osiągnięto 19,25 węzła przy 8290 KM i 20,18 węzła przy 9774 KM). Normalny zapas węgla wynosił 550 t, a maksymalnie okręt mógł zabrać 1075 ton.

### Uzbrojenie i opancerzenie
Krążownik był uzbrojony początkowo w pięć pojedynczych, osłoniętych pancernymi maskami dział kal. 152 mm (6 cali) QF L/40 (jedno na podwyższonym pokładzie dziobowym, dwa obok siebie na pokładzie rufowym i dwa na stanowiskach burtowych na śródokręciu), sześć pojedynczych, również osłoniętych pancernymi maskami dział kal. 120 mm (4,7 cala) QF L/40 na stanowiskach burtowych na śródokręciu, osiem dział dwunastofuntowych (76 mm) QF L/40, siedem dział trzyfuntowych (47 mm) QF L/40, trzy wyrzutnie torped (dwie burtowe podwodne i jedna rufowa powyżej linii wodnej) kal. 450 mm (18 cali) oraz cztery karabiny maszynowe systemu Maxim 7,7 mm. Na pokładzie okrętu znajdował się też uzbrojony w 1 działo dwunastofuntowe kuter parowy. Na początku XX wieku dokonano wymiany głównego uzbrojenia okrętu, zdejmując wszystkie armaty kal. 152 i 120 mm starego typu. Po tej modernizacji uzbrojenie okrętu przedstawiało się następująco: jedenaście dział kal. 152 mm BL Mk VIII L/45, dziewięć dział dwunastofuntowych (76 mm) QF L/40, siedem dział trzyfuntowych (47 mm) QF L/40, trzy wyrzutnie torped kal. 450 mm oraz cztery karabiny maszynowe 7,7 mm. Na początku I wojny światowej krążownik był uzbrojony w jedenaście dział kal. 152 mm, osiem dział 76 mm, jedno działo 47 mm, trzy wyrzutnie torped kal. 450 mm oraz pięć karabinów maszynowych 7,7 mm. W trakcie I wojny światowej uzbrojenie ograniczono do dziewięciu dział kal. 152 mm, czterech dział 76 mm i jednego działa 47 mm, pozostawiając uzbrojenie torpedowe i lekką broń strzelecką bez zmian. Wewnętrzny pokład pancerny miał grubość od 38 do 76 mm (1,5–3 cale), wieża dowodzenia miała ściany grubości do 152 mm, a maszynownię chroniły płyty o grubości 152 mm. Działa artylerii głównej były chronione osłonami o grubości 76 mm.

## Przebieg służby

### Okres przed I wojną światową
Na początku XX wieku krążownik pełnił służbę na Morzu Śródziemnym (do 1908 roku), a przez następne 3 lata wchodził w skład Floty Atlantyckiej. W 1911 roku przeniesiony został do 7. Flotylli Niszczycieli, a następnie do 1. Flotylli Niszczycieli. W latach 1913–1914 okręt wchodził w skład 3. Floty, stacjonując początkowo w Pembroke Dock, a następnie w Portsmouth.

### I wojna światowa

#### Rok 1914
W momencie wybuchu I wojny światowej HMS „Venus” (wraz z bliźniaczymi HMS „Doris”, HMS „Isis”, HMS „Juno” i HMS „Minerva”) wchodził w skład 11. Eskadry Krążowników, której zadaniem była ochrona żeglugi na zachód od Irlandii. Okrętem dowodził wówczas komandor Robert G. D. Dewar. Bazujący w Queenstown krążownik rozpoczął służbę patrolową już w trzecim dniu wojny (6 sierpnia 1914 roku), kontrolując ładunek statków handlowych zmierzających do ogarniętej zawieruchą wojenną Europy. 19 października okręt osiągnął pierwszy sukces, zatrzymując i zdobywając niemiecki bark „Ulrich”, który został obsadzony załogą pryzową i odesłany do Berehaven. 28 października 1914 roku „Venus” zatrzymała kolejny niemiecki bark „Carl”, który został skierowany do Falmouth (eskortą pryzu do portu zajął się HMS „Talbot”). 4 grudnia krążownik został uszkodzony: sztormowe fale zdemolowały mostek i zniszczyły maszt. 15 grudnia 1914 roku okręt zawinął do Belfastu, gdzie dokonano naprawy uszkodzeń.

#### Rok 1915
W styczniu 1915 roku okręt ponownie rozpoczął służbę, dwukrotnie wychodząc w morze z bazy Rathmullan w Irlandii. 30 stycznia krążownik powrócił do Queenstown, pełniąc żmudną służbę patrolową na „Western Approaches” (obszarze obejmującym zachodnie podejścia do Wysp Brytyjskich). Wielokrotnie zatrzymywał do kontroli statki, głównie bandery brytyjskiej i państw neutralnych, ćwicząc przy okazji zygzakowanie i strzelanie ze wszystkich typów pokładowej broni. 17 kwietnia okręt trafił do suchego doku na remont, podczas którego był wizytowany przez kontradmirała Hooda (28 kwietnia 1915 roku). Prace na krążowniku trwały do 22 maja, a już następnego dnia okręt wyszedł na patrol. 28 maja uszkodzeniu uległ jeden z silników, naprawiony został własnymi siłami w ciągu jednej doby. 18 czerwca zauważono w odległości 4 Mm niemiecki okręt podwodny płynący na powierzchni, jednak mimo osiągnięcia maksymalnej szybkości nieprzyjaciel zdążył się zanurzyć i oddalić. 19 czerwca 1915 roku okręt rozpoczął rejs na Morze Śródziemne, docierając do Gibraltaru w dniu 24 czerwca, a 3 lipca kotwicząc w egipskim Port Said. Następnego dnia „Venus” przebyła Kanał Sueski, następnie pokonała Morze Czerwone i 9 lipca przybyła do Adenu. Już 11 lipca okręt rozpoczął służbę patrolową, kontrolując ruch towarowy w Zatoce Adeńskiej. 23 lipca krążownik wysłano w rejs do Suezu, podczas którego odwiedził kilka portów Morza Czerwonego, takich jak Perim, Port Sudan, Jeddah i Yenbo. Po tygodniowym postoju w porcie okręt wyszedł na patrol po Morzu Czerwonym, który trwał aż do 28 sierpnia 1915 roku, kiedy to krążownik powrócił do Suezu. Przeprowadzono wówczas mały remont: z pokładu usunięto kilka dział 152 mm (prawdopodobnie dwa), a okręt odmalowano. Okręt opuścił Suez dopiero 26 października 1915 roku na kolejny patrol po Morzu Czerwonym, który zakończył się 12 listopada. Trzy dni później okręt zakotwiczył na Wielkim Jeziorze Gorzkim, powracając do Suezu 26 listopada. W pierwszej połowie grudnia okręt kontrolował w Zatoce Sueskiej ruch towarowy statków zmierzających do Kanału, święta Bożego Narodzenia spędził na Morzu Czerwonym, a Sylwestra znów w Kanale Sueskim.

#### Rok 1916
Początek stycznia 1916 roku „Venus” spędziła kontrolując ruch statków w Kanale i Zatoce Sueskiej, a następnie odbyła patrol na Morzu Czerwonym. Od 1 lutego okręt stacjonował na Wielkim Jeziorze Gorzkim, a 7 lutego był wizytowany przez wiceadmirała sir Rosslyna Wemyssa, dowódcę sił brytyjskich w Egipcie i Indiach. Nowym przydziałem krążownika stały się Indie, które osiągnął wieczorem 23 lutego 1916 roku, kotwicząc w Kolombo na Cejlonie. Już następnego dnia „Venus” trafiła do doku na remont, podczas którego dokonano przeglądu artylerii i malowania okrętu. Po ponadmiesięcznym remoncie krążownik wyszedł w rejs do Trincomalee, testując wszystkie rodzaje uzbrojenia pokładowego i odbywając próbę prędkości (osiągnięto średnią prędkość 17,2 węzła, co było dobrą wartością jak na blisko dwudziestoletni okręt); wracając do Kolombo okręt uczestniczył w eskorcie konwoju, który osiągnął port docelowy 6 kwietnia 1916 roku. Podczas dłuższego postoju w Kolombo załoga „Venus” przeżyła święto Wielkanocy (23 kwietnia); w morze okręt wyszedł dopiero 23 maja, udając się do Singapuru – najważniejszej brytyjskiej bazy morskiej na Dalekim Wschodzie. Krążownik osiągnął port przeznaczenia 4 czerwca, kontrolując po drodze wiele statków handlowych i zawijając do Batavii – stolicy Holenderskich Indii Wschodnich. 12 czerwca okręt wyszedł na patrol w kierunku Wysp Seribu, zawijając też do portu Semarang na Jawie; do Singapuru powrócił dopiero 29 czerwca 1916 roku, po drodze zatrzymując i sprawdzając wiele statków handlowych, w większości holenderskich i brytyjskich. W lipcu „Venus” pełniła nadal służbę patrolową na wodach między Singapurem a Batavią. 21 lipca 1916 roku krążownik wyszedł w długi rejs, płynąc przez Makasar, Balikpapan, Tarakan do Sandakan na Borneo, gdzie dotarł w dniu 10 sierpnia. Po uzupełnieniu zapasów węgla i zabraniu kilku pasażerów okręt udał się 14 sierpnia w dalszą drogę przez Manilę na Filipinach, docierając do portu przeznaczenia – Hongkongu (27 sierpnia 1916 roku). 1 sierpnia „Venus” trafiła do suchego doku na dłuższy remont, który zakończył się dopiero 13 października (załoga okrętu w tym czasie przebywała na pokładzie statku „Tamar”). W dniach 16–17 października przeprowadzono próby stoczniowe, które wypadły pomyślnie i okręt wyszedł na patrol wzdłuż wschodniego wybrzeża Chin, z którego powrócił do bazy w dniu 2 listopada 1916 roku. W dniach 9–14 listopada krążownik odbył ćwiczenia artyleryjskie i torpedowe, a następnie uzupełnił zapasy amunicji i węgla, wychodząc 19 listopada w rejs do Singapuru (port docelowy osiągnięto 24 listopada). 1 grudnia okręt rozpoczął rejs przez Morze Jawajskie, docierając aż do Dili na wyspie Timor, a następnie powracając do Singapuru, co miało miejsce 18 grudnia. Załoga „Venus” święta spędziła w porcie, wychodząc w rejs do Kolombo 28 grudnia 1916 roku.

#### Rok 1917
Pierwszy patrol w 1917 roku trwał od 2 do 14 stycznia, a podczas postoju w porcie nurkowie dokonali inspekcji podwodnych wyrzutni torped. Pod koniec stycznia okręt powrócił do Singapuru, skąd 4 lutego wyszedł na patrol w kierunku Borneo. Tym razem głównym zadaniem „Venus” było cenzurowanie poczty przewożonej na statkach bandery holenderskiej. 19 lutego krążownik uzupełnił paliwo w porcie Sandakan i udał się w podróż powrotną do Singapuru, który osiągnął 28 lutego 1917 roku. 1 marca okręt wyszedł ponownie w morze, udając się na północ w kierunku Penangu, a następnie w kierunku zachodnim na Ocean Indyjski, powracając do Singapuru 15 marca. Wówczas usunięto z pokładu połowę posiadanych dział 12-funtowych (76 mm) wraz z łożami, pozostawiając ich tylko 4. Na kolejny patrol krążownik wypłynął 25 marca, kontrolując żeglugę, trenując strzelanie i zygzakowanie, powracając do bazy w dniu 12 kwietnia 1917 roku. Po dziesięciu dniach postoju okręt kolejny raz wyszedł w morze, by w maju osiągnąć Hongkong. W pierwszym tygodniu czerwca 1917 roku na pobliskich wodach krążownik odbył ćwiczenia artyleryjskie, torpedowe i nawigacyjne, po czym powrócił do Singapuru 15 czerwca. Reszta miesiąca upłynęła załodze „Venus” na patrolowaniu wód Oceanu Indyjskiego i dopiero 1 lipca okręt zacumował w Kolombo. Postój w porcie trwał ponad 2 miesiące, podczas których dokonano przeglądu i koniecznej wymiany uzbrojenia artyleryjskiego; w dniach 7–17 września 1917 roku na redzie Trincomalee krążownik odbył próbne strzelania artyleryjskie i torpedowe. W morze okręt wyszedł 24 września, spotykając na Oceanie Indyjskim konwój i eskortując go w drodze do Kolombo, dokąd zawinął 8 października. Kolejny rejs „Venus” trwał od 18 do 22 października, kończąc się w Bombaju. Wkrótce po przybyciu okręt był wizytowany przez dowódcę sił brytyjskich w Indiach, kontradmirała Ernesta Gaunta, a następnie na krótko trafił do doku. 5 listopada okręt odbył rejs z Bombaju do Kolombo, a 10 listopada kolejny raz udał się do Trincomalee na ćwiczenia torpedowe i artyleryjskie. Do Kolombo krążownik powrócił dopiero 30 listopada 1917 roku. Już 2 grudnia okręt wyruszył w morze, zawijając do bazy na wyspie Diego Garcia po pięciodniowym rejsie; 14 grudnia powrócił do Kolombo. Z okrętu wyładowano amunicję, wyokrętowano załogę i rozpoczęto remont w stoczni.

#### Rok 1918
Remont krążownika trwał aż do połowy kwietnia 1918 roku, a w morze okręt wyszedł dopiero 30 kwietnia, udając się do Adenu, do którego dotarł 13 maja. Stamtąd 18 maja okręt wypłynął na patrol w kierunku zachodnim, osiągając Perim i wybrzeże Dżibuti we wschodniej Afryce; do Adenu „Venus” powróciła w dniu 1 czerwca. W czerwcu krążownik odbył dwa krótkie patrole, podczas drugiego eskortując transportowiec „Abbassieh” do Burum w Jemenie (do Adenu okręt powrócił 6 lipca 1918 roku). 13 lipca „Venus” opuściła Aden, udając się do portów Laasqoray i Berbera w Somali Brytyjskim, a następnie w Perim wraz z innymi okrętami uczestniczyła w manewrach, wracając do bazy 19 lipca. Podczas postoju w porcie adeńskim kilkadziesiąt osób z załogi zachorowało na bliżej nieokreśloną chorobę, której kulminacja nastąpiła w dniu 7 sierpnia, kiedy to na liście chorych widniało 45 nazwisk. 15 sierpnia okręt wypłynął w morze, by eskortować japoński statek „Kasuga Maru”, a po przekazaniu go w opiekę bliźniaczemu krążownikowi „Diana”, dotarł do Bombaju w dniu 22 sierpnia. „Venus” przebywała w tym porcie aż do 15 września, kiedy to udała się w rejs powrotny do Adenu, odwiedzając po drodze Maskat w Omanie. Podczas tego rejsu załoga została zdziesiątkowana przez grypę i związane z nią zapalenie płuc: ponad 80 osób znalazło się na liście chorych, z których kilka zmarło. Podczas przymusowego postoju większość załogi przebywała poza okrętem, w miejscowych szpitalach, sanatoriach i koszarach. Dotychczasowy dowódca „Venus”, komandor Robert G. D. Dewar, opuścił na początku października okręt (otrzymał bowiem dowództwo krążownika pancernego „Berwick”). Jego następca, komandor Lancelot N. Turton niedługo potem trafił do szpitala i zmarł na zapalenie płuc 13 października 1918 roku. Dzień później tymczasowym dowódcą okrętu został mianowany komandor Hubert S. Monroe, zastąpiony już 21 października przez komandora Williama F. Sellsa. Okręt wyszedł na patrol dopiero 3 listopada 1918 roku, osiągając 12 listopada Male na Malediwach. Ostatni rejs podczas wojny krążownik zakończył 14 listopada w Kolombo.

### Końcowy okres służby
8 grudnia 1918 roku komandor William F. Sells przestał pełnić obowiązki dowódcy okrętu i udał się do Anglii; dowodzenie objął po raz drugi komandor Hubert S. Monroe. W dniach 11–16 grudnia „Venus” odbyła rejs do Bombaju, po drodze przeprowadzając ćwiczenia artyleryjskie. 17 grudnia krążownik został okrętem flagowym dowódcy sił brytyjskich w Indiach, kontradmirała Ernesta Gaunta. Tuż przed świętami z okrętu wyładowano amunicję i trafił on do stoczni na remont, który zakończył się w pierwszych dniach 1919 roku. W styczniu „Venus” wyszła w rejs po Oceanie Indyjskim, zawijając do Kolombo, Trincomalee, Puducherry, Madrasu i Kalkuty. 7 lutego okręt opuścił Kalkutę i skierował się do Rangunu, skąd przez Kolombo powrócił 1 marca do Bombaju. Wówczas krążownik opuścił kontradmirał E. Gaunt wraz ze swym sztabem. 11 marca okręt rozpoczął rejs powrotny na Wyspy Brytyjskie, płynąc przez Aden, Morze Czerwone, Port Said, Maltę i Gibraltar. 18 kwietnia 1919 roku okręt dotarł do Sheerness, gdzie zakończył służbę. Sprzedano go na złom 22 września 1921 roku firmie Cohen, a złomowanie odbyło się w jednej ze stoczni niemieckich.